# Mariebergs lervarufabrik
Mariebergs lervarufabrik inrättades 1804 på egendomen Marieberg i Västra Alstads socken i Skåne. Marieberg ägdes av regementspastorn Bernt Peter Santesson i Malmö, som fick tillstånd att producera allt som gick av leran han funnit på sin mark. Tillverkningen utgjordes av så väl lerkärl som kakelugnar. Vid 1800-talets mitt producerades även tegelsten och mursten och på 1860-talet övergick rörelsen till att bli enbart tegelbruk. Lerkärlstillverkningen upphörde ca 1858. Fabriken kallades även Mariebergs lerfabrik och Mariebergs stenkärlsfabrik.
Endast ett knappt tiotal kärl finns bevarade, de flesta i museisamlingar. Krukorna är drejade och blyglaserade, dekorerade med ristad och hornmålad dekor i engobe, med streck-prickad bård på nederdelen.
I Nordiska museets ägo finns två krukor, båda signerade Marieberg i dekoren och stämplade "MB", daterade 1822 respektive 1826. Kulturens museum har en Mariebergskruka med lock daterad 1829.